# Ашраф Ель-Буахатауї
Ашраф Ель-Буахатауї (нід. Achraf El Bouchataoui, нар. 12 січня 2000, Роттердам, Нідерланди) — нідерландський футболіст марокканського походження, півзахисник клубу «Ейндговен».

## Ігрова кар'єра

### Клубна
Ашраф Ель-Буахатауї є вихованцем клубної академії роттердамського «Феєнорда». В травні 2019 року футболіст підписав з клубом перший професійний контракт. Другу половину сезону 2019/20 півзахисник провів в оренді в клубі Еерстедивізі «Дордрехт».
Після оренди Ель-Буахатауї повернувся до «Феєнорда» і провів в основі п'ять матчів. Сезон 2021/22 футболіст також провів в оренді, граючи в клубі вищого дивізіону «Валвейк». Після чого, в червні 2022 року підписав дворічний контракт з бельгійським клубом «Дейнзе».
відігравши в бельгії півтора сезони, Ашраф повернувся до Нідерландів і приєднався до клубу другого дивізіону «Ейндговен», з яким уклав угоду на півтори роки.

### Збірна
З 2015 року Ашраф Ель-Буахатауї активно виступав за юнацькі збірні Нідерландів всіх вікових категорій.